# Reconquista (concept irrédentiste mexicain)
Pour les articles homonymes, voir Reconquête et Reconquista (homonymie).

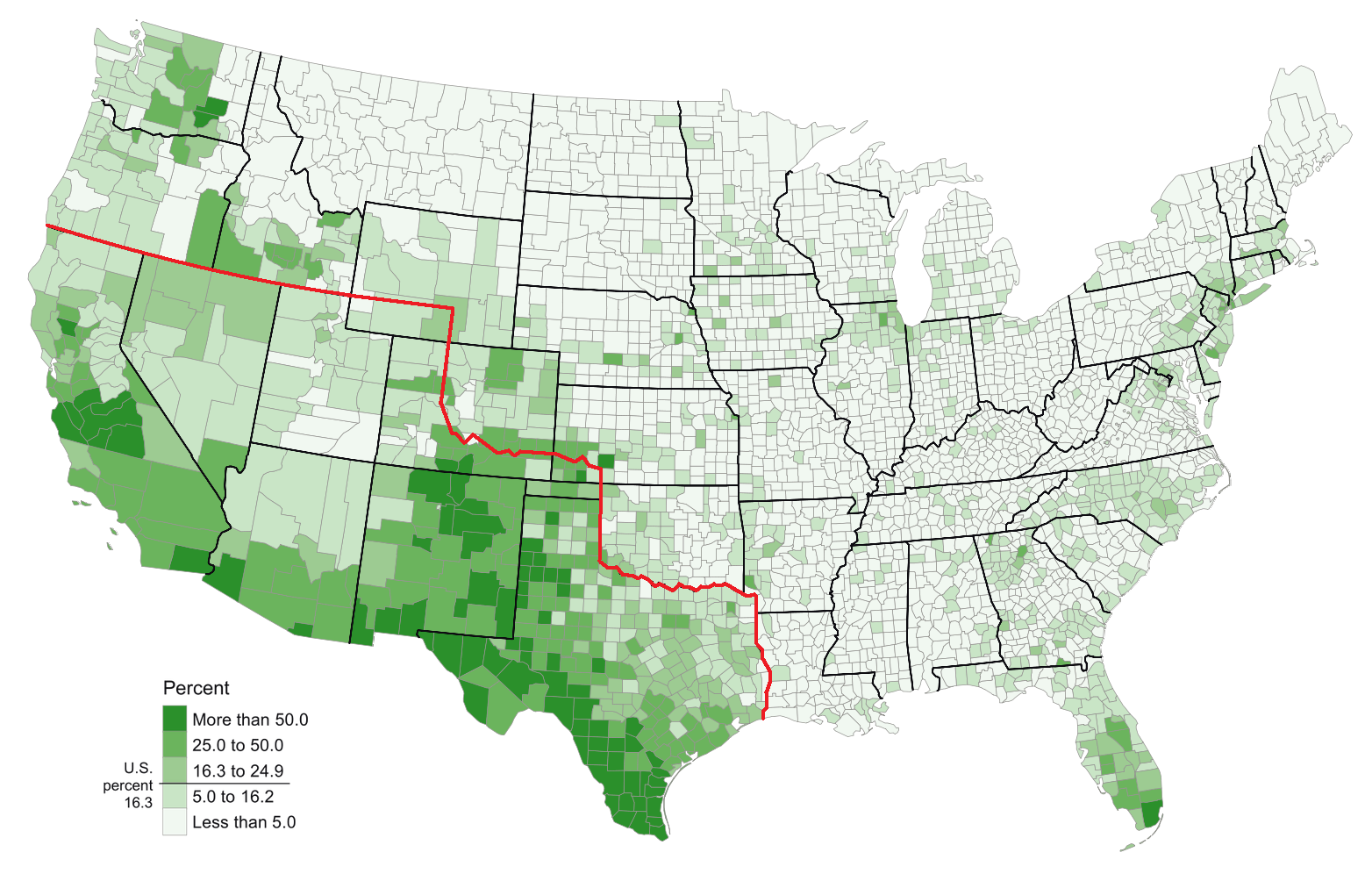
La population hispanique aux États-Unis (en nuances de vert) surimposée à l'ancienne frontière américano-mexicaine (ligne rouge).

La Reconquista (« reconquête ») est un terme désignant une vision irrédentiste promu par différents individus, groupes et/ou nations selon laquelle le Sud-Ouest des États-Unis devrait être restitué politiquement ou culturellement au Mexique. Ces opinions, prônant un Grand Mexique, sont souvent fondées sur le fait que ces territoires ont été revendiqués par l'Espagne pendant des siècles, puis par le Mexique à partir de 1821 jusqu'à leur annexion par les États-Unis dans le cadre de l'annexion du Texas (1845) et de la cession mexicaine (1848).

## Contexte

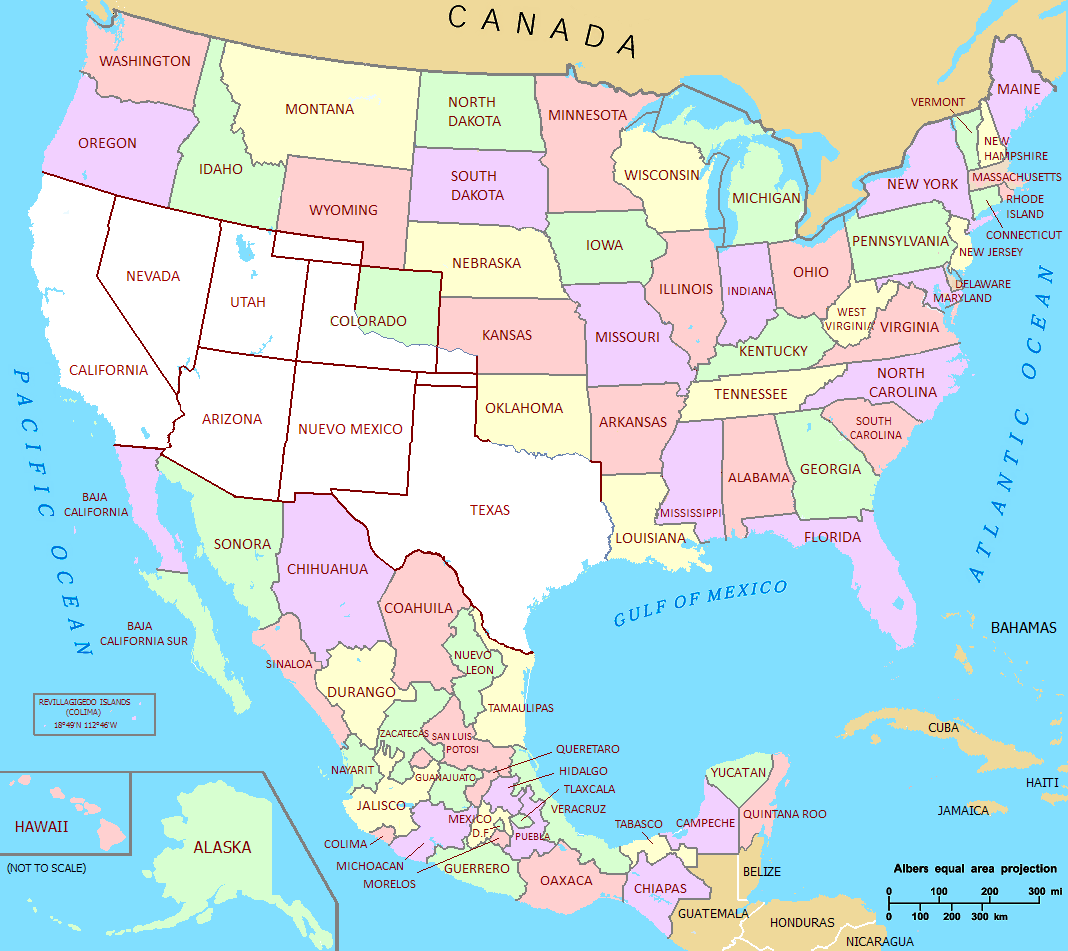
Carte des territoires perdus par le mexique face aux États-Unis (en gris).

Le terme Reconquista signifie « reconquête » et est utilisé en analogie avec la Reconquista chrétienne de la péninsule ibérique aux mains des Maures. Les zones de plus grande immigration mexicaine, tout comme celles où la culture mexicaine y demeure la plus prégnante, sont les mêmes que celles des territoires qui ont été conquis par les États-Unis sur le Mexique au cours du XIXe siècle.

## Analyses philosophiques et culturelles

### Elena Poniatowska
Dans un article de 2001 sur le portail latino-américain Terra, « L'avancée de la langue espagnole et des Hispaniques est comme une reconquête », Elena Poniatowska a dit :
Un média américain a récemment déclaré que dans certains endroits comme Los Angeles, si vous ne parliez pas espagnol, vous étiez « dehors ». C'est une sorte de reconquête de territoires perdus qui ont des noms espagnols et qui étaient autrefois mexicains.
[Avec un ton cordial, en faisant des pauses et un sourire aux lèvres, l'écrivaine mexicaine a commenté avec satisfaction le changement qui se produit aux États-Unis en ce qui concerne la perception des Hispaniques et l'avancée de la communauté latino à travers mouvements migratoires]
Le peuple du cafard, de la puce, qui vient de la pauvreté et de la misère, avance lentement vers les États-Unis et les dévore. Je ne sais pas ce qu'il adviendra de tout cela [en référence à ce qu'elle appelle le racisme qui existe encore aux États-Unis et dans d'autres pays], mais cela semble être une maladie innée chez l'humanité.

### Carlos Fuentes
Carlos Fuentes a déclaré en 2003 en Espagne, dans « Unité et diversité de l'espagnol, langue de la rencontre », son discours d'ouverture :
Eh bien, je viens d'utiliser une expression anglaise (référence au « brain trust » dans le paragraphe précédent) et cela me ramène au continent américain, où 400 millions d'hommes et de femmes, du Río Bravo au Cap Horn, parlent espagnol dans ce qui fut le domaine de la Couronne espagnole pendant 300 ans ; mais dans un continent où, au nord du Mexique, aux États-Unis, 35 millions de personnes parlent aussi espagnol, et pas seulement dans le territoire qui appartenait d'abord à la Nouvelle-Espagne et au Mexique jusqu'en 1848 - cette frontière sud-ouest qui s'étend du Texas à la Californie - mais jusqu'au Pacifique nord de l'Oregon, jusqu'au Chicago en Midwest et même jusqu'à la côte est de la ville de New York.
C'est pour cela qu'on parle de reconquête des anciens territoires de l'Empire espagnol en Amérique du Nord. Mais il faut attirer l'attention sur le fait qu'il faut aller au-delà du nombre de personnes qui parlent espagnol et se demander « si l'espagnol est compétitif dans les domaines de la science, de la philosophie, de l'informatique et de la littérature dans le monde entier », une question soulevée récemment par Eduardo Subirats.
Nous pouvons répondre par la négative, que « non », dans le domaine de la science, malgré la présence de scientifiques de premier plan, nous ne pouvons pas ajouter, comme le dit le grand homme de science colombien, Manuel Elkin Patarroyo, que « nous n'avons pas, en Amérique latine, plus de 1% des scientifiques du monde ».

### Front nationaliste du Mexique
Source

### José Ángel Gutiérrez
Source

## Tentatives de mise en œuvre

### Au début duXXesiècle
En 1915, la capture de Basilio Ramos, un partisan présumé du dictateur mexicain Victoriano Huerta, à Brownsville, au Texas, révèle l'existence du Plan de San Diego, dont l'objectif est souvent interprété comme étant la reconquête du sud-ouest des États-Unis pour renforcer la position politique au Mexique de Huerta. Cependant, d'autres théories affirment que le plan, qui prévoyait de tuer tous les hommes blancs âgés d'au moins 16 ans, aurait été créé pour pousser les États-Unis à soutenir le règne de Venustiano Carranza, l'un des principaux dirigeants de la révolution mexicaine. La plupart des preuves soutiennent que le plan de San Diego a été élaboré par des anarchistes et visait à l'indépendance du sud du Texas uniquement, (et non de tout le sud-ouest des États-Unis), ce afin d'y instaurer un système politique anarchiste.
En 1917, dans le télégramme Zimmermann, l'Allemagne se dit prête à aider le Mexique à « reconquérir » ses territoires perdus du Texas, du Nouveau-Mexique et de l'Arizona, ce en échange du soutien militaire mexicain qui la rejoindrait ainsi comme allié contre les États-Unis durant la Première Guerre mondiale. Rien ne prouve que le gouvernement mexicain ait jamais sérieusement envisagé cette possibilité. L'interception et la divulgation du télégramme a favorisé le sentiment anti-mexicain et a été un facteur majeur dans la déclaration de guerre des États-Unis à l'Allemagne.

### Dans l'époque moderne
Si les nationalistes chicanos des années 1960 ne parlent pas de Reconquista, beaucoup pensaient qu'« Aztlán », le domaine traditionnel et fantasmé de la culture chicano, devait connaître une renaissance et une expansion culturelle incluant le quart sud-ouest des États-Unis.
De la fin des années 1990 au début des années 2000, alors que les données du recensement américain montraient que la population des Américains d'origine mexicaine dans le sud-ouest des États-Unis avait augmenté, le terme est popularisé par des intellectuels mexicains contemporains, tels que Carlos Fuentes, Elena Poniatowska et le président Vicente Fox,, qui parlent des immigrants mexicains conservant leur culture et leur langue espagnole aux États-Unis alors qu'ils migraient en plus grand nombre dans la région.
En mars 2015, en pleine guerre en Ukraine, alors que les États-Unis envisageaient de soutenir l'Ukraine dans sa lutte contre la Russie, Dukuvakha Abdurakhmanov, président du Parlement tchétchène, a menacé d'armer le Mexique contre les États-Unis et a remis en question le statut juridique de la Californie, du Nouveau-Mexique, de l'Arizona, du Nevada, de l'Utah, du Colorado et du Wyoming.